# 拉韦尔纳
拉韦尔纳（法語：Lavernat，法語發音：[lavɛʁna]）是法国萨尔特省的一个市镇，属于拉弗莱什区。

## 地理
拉韦尔纳（47°43'4"N, 0°19'58"E）面积22.64 平方千米，位于法国卢瓦尔河地区大区萨尔特省，该省份为法国西北部内陆省份，北起顺时针与奥恩省、厄尔-卢瓦省、卢瓦-谢尔省、安德尔-卢瓦尔省、曼恩-卢瓦尔省和马耶讷省接壤，是法国大西部的入口，连接卢瓦尔河谷、布列塔尼和巴黎盆地。
与拉韦尔纳接壤的市镇（或旧市镇、城区）包括：博蒙皮耶德伯夫、瓦斯、韦尔内伊勒谢蒂夫、吕索、马耶、卢瓦河畔蒙瓦勒。

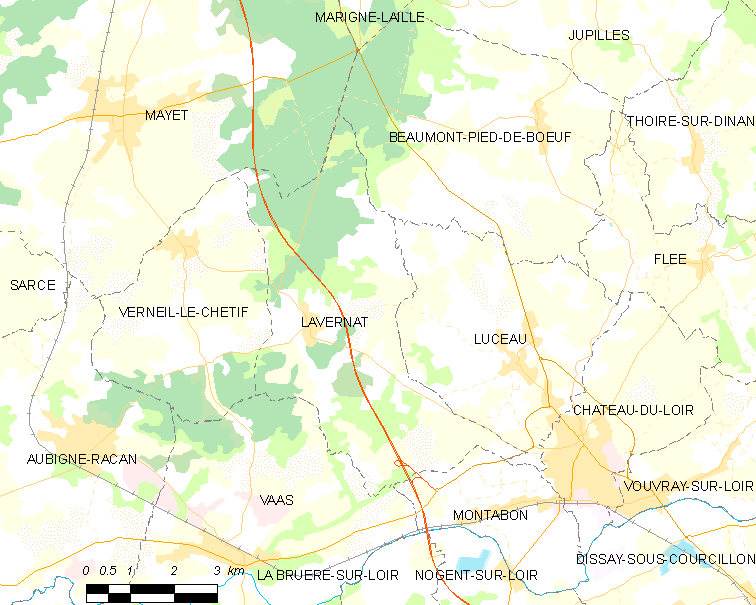
拉韦尔纳的OSM定位图

拉韦尔纳的时区为UTC+01:00、UTC+02:00（夏令时）。

## 行政
拉韦尔纳的邮政编码为72500，INSEE市镇编码为72160。

## 政治
拉韦尔纳所属的省级选区为卢瓦河畔蒙瓦勒县。

## 人口

1962-2008年间拉韦尔纳人口变化图示

拉韦尔纳于2022年1月1日时的人口数量为585人。